# David Johnston (volcanologue)
Vous lisez un « article de qualité » labellisé en 2012.
Pour les articles homonymes, voir David Johnston et Johnston.
David « Dave » Alexander Johnston, né le 18 décembre 1949 à Chicago (Illinois) et mort le 18 mai 1980 dans le comté de Skamania (État de Washington, États-Unis), est un géologue et volcanologue américain de l'United States Geological Survey (USGS). Scientifique réputé pour son enthousiasme, ses connaissances sur les gaz volcaniques et l'étude de leurs liens avec les éruptions, David Johnston est destiné à un avenir brillant. Faisant partie des principaux scientifiques surveillant les signes de réveil du mont Saint Helens, il est tué dans son éruption de 1980 alors qu'il se trouve dans un poste d'observation situé à dix kilomètres du volcan. Il est le premier à rapporter le déclenchement de l'éruption en transmettant le message « Vancouver ! Vancouver ! Ça y est ! » (Vancouver! Vancouver! This is it!) : ce sont ses derniers mots juste avant qu'il ne soit emporté par le souffle latéral créé par l'effondrement du flanc nord de la montagne. Des débris de son véhicule sont mis au jour en 1993, mais les restes de son corps n'ont jamais été retrouvés. Dans une interview publiée quelques mois avant l'éruption, Johnston déclare à la presse que se trouver sur le mont Saint Helens à cette période était comme se tenir « debout à côté d'un baril de dynamite avec la mèche allumée ».
La carrière de David Johnston, bien qu'interrompue prématurément, l'a entraîné à travers tous les États-Unis : il a étudié le mont Augustine en Alaska, le champ volcanique de San Juan dans le Colorado et des volcans éteints dans le Michigan. Il est un scientifique talentueux, dont la qualité des travaux, ainsi que la personnalité enthousiaste et enjouée, suscitent l'amitié et le respect de beaucoup de collègues. Après sa mort, de nombreux scientifiques lui rendent hommage. Johnston estime que les scientifiques avaient le devoir de faire tout ce qui est nécessaire, y compris prendre des risques, pour protéger la population contre les catastrophes naturelles. Dans les mois qui ont précédé l'éruption de 1980, le travail qu'il a réalisé avec ses collègues scientifiques de l'USGS convainc les autorités d'interdire l'accès du mont Saint Helens au grand public et à maintenir cette fermeture en dépit de fortes pressions pour rouvrir la zone : des milliers de vies ont ainsi été sauvées. La mort de Johnston est entrée dans l'imagerie populaire autour des éruptions volcaniques et de la menace qu'elles constituent pour la société, mais aussi dans l'histoire de la volcanologie. À ce jour, Johnston est, avec Harry Glicken, l'un des deux seuls volcanologues américains tués au cours d'une éruption volcanique.
La mort de Johnston donne lieu à diverses commémorations. Deux observatoires de volcans, baptisés à son nom, sont construits à Vancouver et sur la crête où il a trouvé la mort ; un fonds commémoratif est créé à l'université de Washington pour financer la recherche de niveau universitaire. Sa vie est retracée dans plusieurs documentaires, films, documents fiction et livres sur les éruptions volcaniques et son nom est inscrit sur les monuments dédiés à la mémoire des 57 victimes de l'éruption du mont Saint Helens.

## Biographie

### Études et carrière
David Johnston naît à l'hôpital de l'université de Chicago, dans le secteur de Hyde Park (Chicago), le 18 décembre 1949. Ses parents, Thomas et Alice Johnston, ont également une fille. La famille, qui vit à Hometown, déménage à Oak Lawn peu après sa naissance. Thomas est ingénieur dans une entreprise locale et sa femme est rédactrice pour un journal local. David prend souvent des photos pour le journal de sa mère et rédige des articles pour le journal de son école. Il ne se mariera jamais.

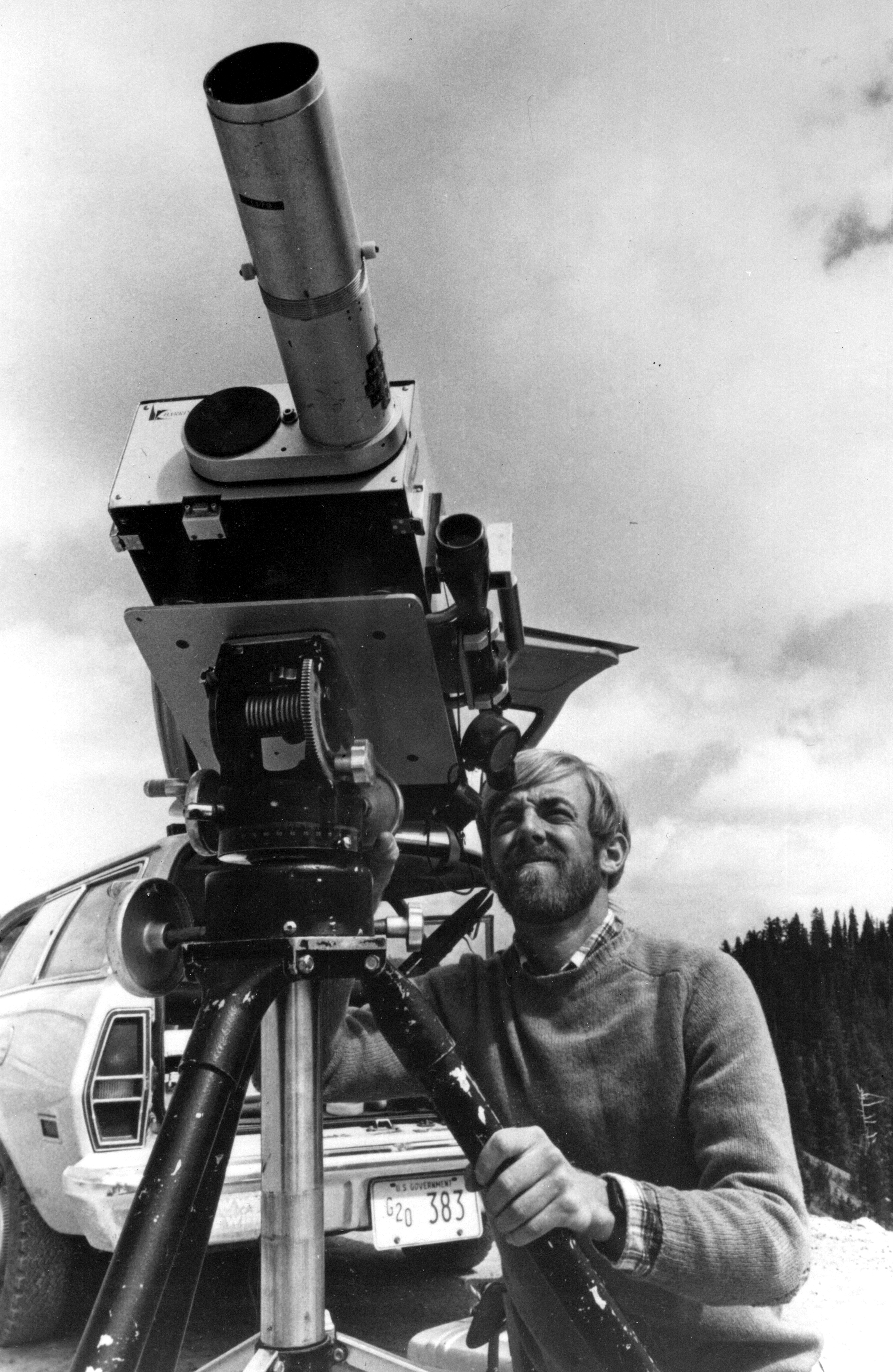
Johnston utilisant un spectromètre à corrélation au mont Saint Helens le 4 avril 1980 : cet appareil permet de mesurer l'intensité des radiations dans l'ultraviolet et ainsi de révéler la présence de dioxyde de soufre dans l'atmosphère.

Après ses études secondaires, David Johnston fréquente l'université de l'Illinois à Urbana-Champaign. Il prévoit d'étudier le journalisme, mais il est découragé de cette voie après de mauvais résultats lors d'un exposé important. Il est alors intrigué par un cours d'introduction à la géologie et change sa matière principale pour celle-ci. Son premier projet est une étude géologique de la roche précambrienne qui forme la péninsule supérieure du Michigan. Là, il enquête sur les restes d'un ancien volcan : une série de basaltes métamorphiques, un sill gabbroïque et une intrusion de gabbro et de diorite. Cette expérience est à l'origine de sa passion pour les volcans. Après avoir travaillé d'arrache-pied pour acquérir des connaissances sur le sujet, il est diplômé avec les « plus hauts honneurs [...] » en 1971,.
Johnston passe l'été qui suit dans le champ volcanique de San Juan, au Colorado, auprès du volcanologue Peter Lipman. Il y étudie deux caldeiras éteintes,. Ce travail devient la source d'inspiration pour la première phase de ses études supérieures à l'université de Washington à Seattle, au cours de laquelle il se concentre sur le complexe volcanique d'andésites remontant à l'Oligocène du chaînon Cimmaron, dans l'ouest du champ volcanique de San Juan,. La reconstitution de l'histoire éruptive de ces volcans éteints prépare Johnston à l'étude des volcans actifs. Il les côtoie pour la première fois lors d'un relevé géophysique du mont Augustine, en Alaska, au cours de l'année 1975. Lorsque la montagne entre en éruption en 1976, Johnston se hâte de retourner sur les lieux : il s'affranchit alors de son travail sur la chaîne de volcans Cimmaron en rédigeant un mémoire de maîtrise, pour ensuite se consacrer pleinement au mont Augustine, en faisant du volcan le centre de sa thèse de doctorat qu'il obtient en 1978. Il y montre en particulier que le processus de dépôt des flux pyroclastiques (nuée ardente) du mont Augustine a changé au fil du temps, au fur et à mesure que leur charge en particules de ponce diminuait, que la teneur en eau, en chlore et en soufre des magmas est particulièrement élevée et que des éruptions ont probablement été déclenchées par le mélange souterrain de magmas visqueux felsiques avec des magmas moins mafiques. Johnston frôle d'ailleurs la mort sur le mont Augustine le jour où il reste bloqué sur la montagne lors d'une éruption, après que de forts vents eurent empêché son évacuation par avion.
Au cours des étés 1978 et 1979, Johnston conduit des études sur la couche d'ignimbrites qui s'est formée en 1912 lors de l'éruption explosive du Novarupta dans la vallée des Dix Mille Fumées. Les gaz volcaniques jouant un rôle très important dans le processus des éruptions volcaniques explosives, Johnston s'attache à l'analyse minutieuse des espèces volatiles magmatiques. Pour cela, il étudie les inclusions au sein des phénocristaux piégés dans les laves, qui fournissent des informations précieuses sur les gaz présents lors des éruptions passées, ou encore les émissions gazeuses des fumerolles encore actives. Johnston se montre très habile à la collecte d'échantillons et maîtrise parfaitement leurs différentes techniques d'analyse, entre autres la spectrométrie de masse et la chromatographie en phase gazeuse. Son travail sur le mont Katmai et d'autres volcans entourant la vallée des Dix Mille Fumées comme le mont Mageik ouvre la voie à sa carrière. Ses collègues se déclarent impressionnés par son « agilité, [son] courage, [sa] patience et [sa] détermination au beau milieu des fumerolles qui fusent dans le cratère du mont Mageik ».
Plus tard en 1978, Johnston rejoint l'United States Geological Survey (USGS) et surveille les niveaux d'émissions de gaz volcaniques de l'arc volcanique des Cascades et de l'arc des Aléoutiennes. Là, il contribue à renforcer la théorie selon laquelle les éruptions peuvent être, dans une certaine mesure, prédites par des changements dans la composition des gaz volcaniques. Le volcanologue Wes Hildreth dira de Johnston : « À mon avis, le souhait le plus cher de [David] était que le contrôle systématique des émissions de fumerolles puisse permettre la détection de changements qui constitueraient, de façon caractéristique, les signes avant-coureurs d'une éruption... [David] voulait élaborer un modèle général du comportement des composés volatils magmatiques avant que l'explosion se produise et développer une échelle d'évaluation des risques en corollaire ». À l'USGS, Johnston évalue également le potentiel d'énergie géothermique aux Açores et au Portugal continental. Dans la dernière année de sa vie, Johnston développe un intérêt pour les effets sur la santé, l'agriculture et l'environnement des émissions volcaniques et anthropiques dans l'atmosphère.
Johnston réside alors à Menlo Park, en Californie, où se situe une branche de l'USGS, mais son travail sur les volcans l'entraîne à divers endroits de la région du Nord-Ouest Pacifique. Lorsque le premier tremblement de terre secoue le mont Saint Helens le 16 mars 1980, Johnston se trouve à l'université de Washington où il a mené son doctorat. Intrigué par l'avènement possible d'une éruption, il contacte Stephen Malone, professeur de géologie à l'université. Malone, son ancien mentor lorsqu'il étudiait le complexe volcanique de San Juan dans le Colorado, est un grand admirateur de son travail. Il envoie alors très rapidement Johnston près du volcan en lui demandant d'escorter des journalistes attirés par l'événement. Johnston, qui est le premier géologue parvenu sur les lieux, devient rapidement un meneur au sein de l'équipe de l'USGS, prenant notamment en charge la surveillance des émissions de gaz volcaniques.

### Éruption du mont Saint Helens

#### Premiers signes précurseurs

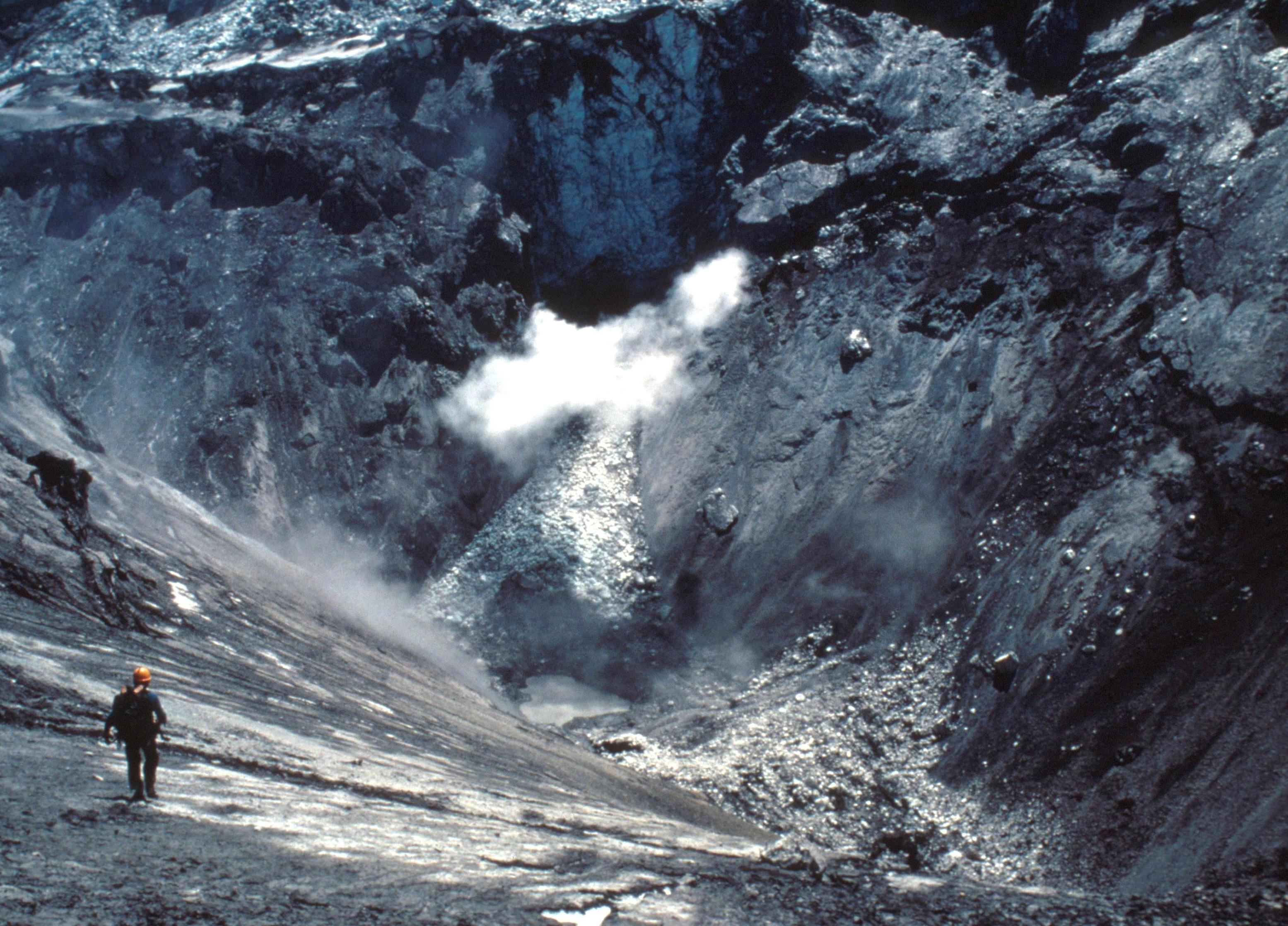
Johnston dans le cratère du mont Saint Helens le 10 avril 1980.

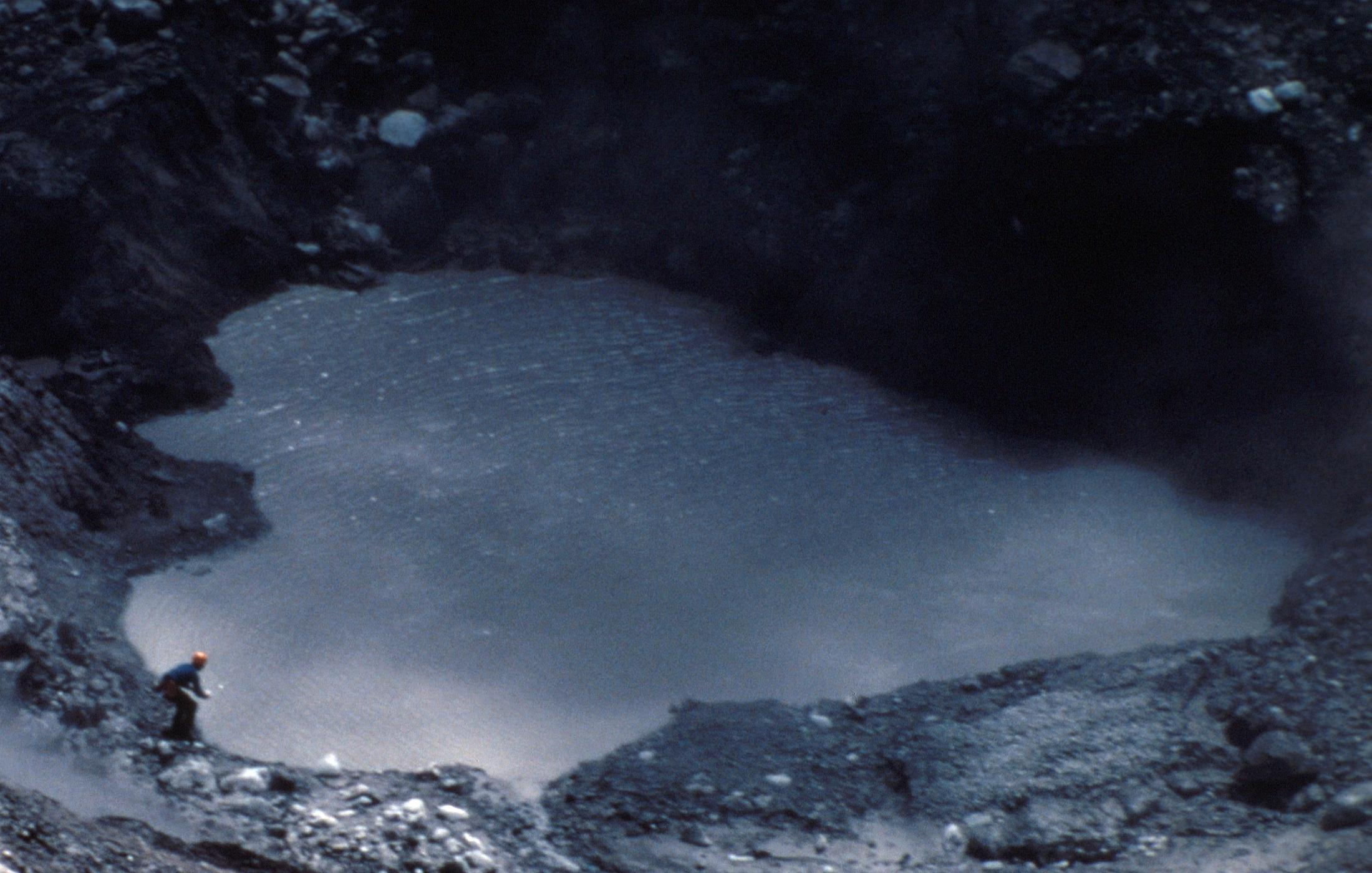
Johnston prenant un échantillon de l'eau du lac de cratère du mont Saint Helens le 10 avril 1980.

Après sa dernière éruption au milieu du XIXe siècle, le mont Saint Helens ne montre plus aucun signe d'activité pendant plus de 100 ans jusqu'en 1980. Le 15 mars de cette année, plusieurs minuscules tremblements de terre qui commencent à secouer ses environs sont détectés par les sismographes installés en 1972. En six jours, plus de cent tremblements de terre se produisent autour du mont Saint Helens, indiquant des mouvements de magma. Néanmoins, les scientifiques sont incapables de dire avec certitude si ces tremblements de terre sont précurseurs d'une éruption. Le 20 mars, un tremblement de terre de magnitude 4,2 secoue la zone autour du volcan. Le lendemain, les sismologues installent trois nouvelles stations d'enregistrement sismique pour surveiller le volcan. Leurs mesures révèlent une considérable augmentation de l'activité sismique à partir du 25 mars. Les volcanologues de l'USGS, dont Johnston, sont alors convaincus de l'imminence d'une éruption. Le 26 mars, plus de sept tremblements de terre de magnitude supérieure à 4,0 sont enregistrés. Le lendemain, des avertissements de danger sont émis à destination du public. Le même jour, une éruption phréato-magmatique se déclenche, éjectant un panache de cendres dans le ciel jusqu'à près de 5 000 mètres d'altitude.
Les signes d'activité se poursuivent au cours des semaines suivantes, excavant peu à peu le cratère, formant un cratère adjacent et libérant de petites quantités de vapeur, de cendres et d'éjectas. À chaque nouvelle explosion, les panaches de vapeur et de cendres du volcan gagnent en volume et s'élevant jusqu'à près de 6 000 mètres d'altitude. À la fin du mois de mars, jusqu'à cent explosions quotidiennes se produisent. Des spectateurs se rassemblent au voisinage de la montagne, dans l'espoir d'assister à une éruption remarquable. Ils sont rejoints par des journalistes en hélicoptère, ainsi que par des alpinistes.

#### Gonflement du volcan

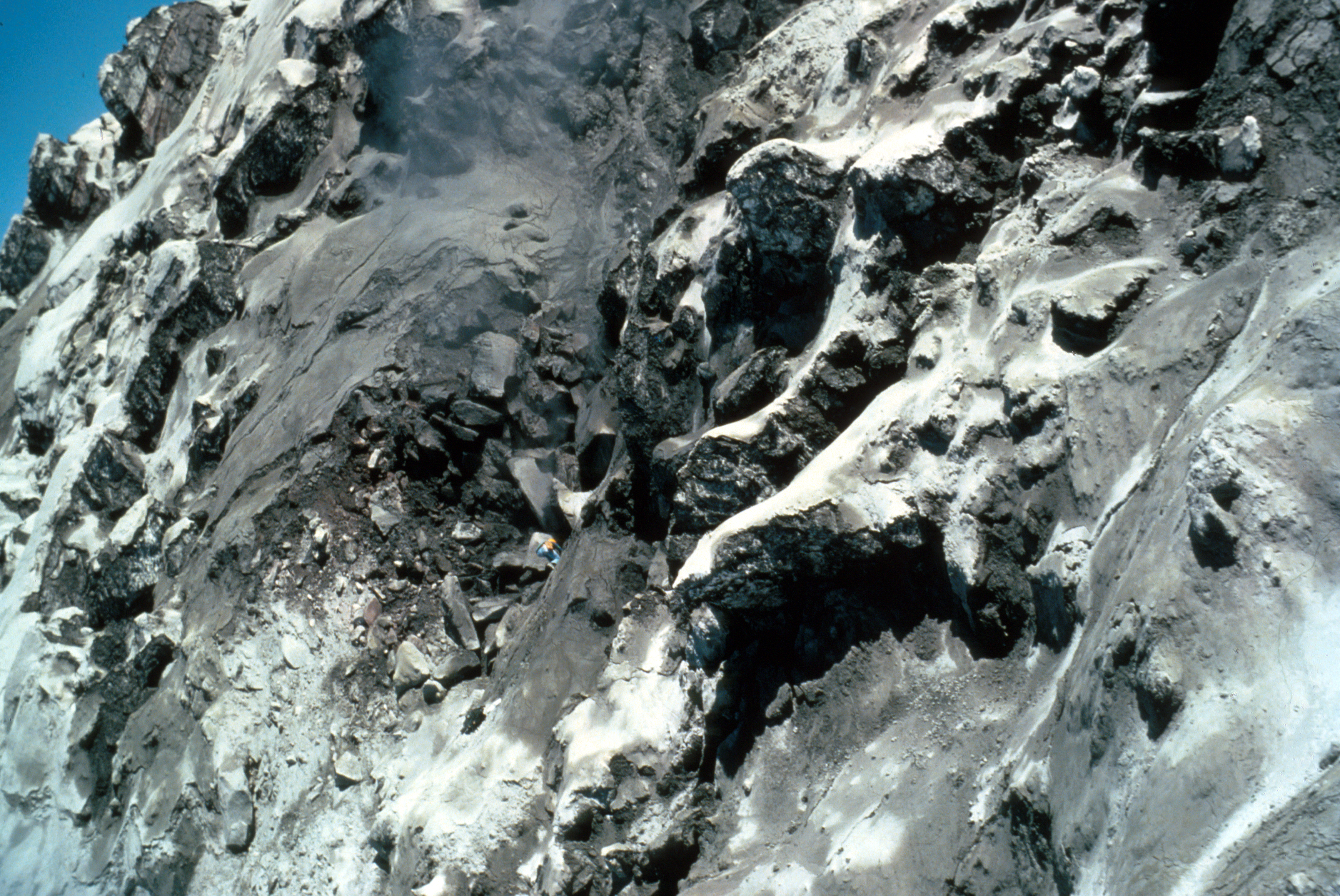
Johnston (en bleu, au centre) escaladant la face nord du dôme sommital du mont Saint Helens le 17 mai 1980 afin de collecter des échantillons de gaz volcaniques.

Le 17 avril, un renflement est mis en évidence sur le flanc nord de la montagne, ce qui laisse penser que le mont Saint Helens peut produire un souffle latéral en cas d'explosion. Johnston est l'une des rares personnes qui adhèrent à cette hypothèse, avec un professeur de géologie de Tacoma, Jack Hyde. Observant que le mont Saint Helens ne possède pas de fissures visibles, Hyde suggère que la pression est susceptible d'augmenter jusqu'à ce que la montagne explose. Cependant, comme il ne fait pas partie de l'USGS et n'a pas de responsabilités, son opinion n'est pas prise au sérieux. Cette hypothèse s'avérera pourtant exacte : le magma a dévié sa course sous le flanc nord lors de sa remontée dans le volcan, formant un cryptodôme à l'intérieur du Mont Saint Helens qui se traduit par un renflement de plus en plus imposant en surface.
Compte tenu de l'augmentation de l'activité sismique et volcanique, Johnston et d'autres volcanologues travaillant pour la branche de Vancouver de l'USGS s'apprêtent à observer une éruption imminente. Certains d'entre eux, dont le géologue Don Swanson, placent des réflecteurs autour et sur les renflements du volcan et établissent les postes d'observation « Coldwater » I et II. La mesure des distances entre ces postes d'observation et les réflecteurs, effectuée par télémétrie laser, permet de suivre leur déplacement au fil du temps et donc de mettre en évidence les déformations des flancs du volcan. Coldwater II, où Johnston sera en poste le jour de sa mort, est situé à seulement dix kilomètres au nord de la montagne. À leur grand étonnement, les géologues de l'USGS constatent grâce à ces mesures que le flanc nord se soulève à une vitesse importante de 1,5 à 2,4 mètres par jour.
Des tiltmètres eux aussi installés sur le versant nord du volcan affichent une tendance d'inclinaison nord-ouest pour ce flanc de la montagne et une tendance d'inclinaison sud-ouest sur le versant sud. Inquiets de l'augmentation de la pression du magma souterrain, les scientifiques analysent les gaz émis par le cratère et trouvent des traces de dioxyde de soufre. Après cette découverte, ils commencent à vérifier régulièrement l'activité des fumerolles mais aucun changement spectaculaire n'y est observé. Changeant d'indicateur, les scientifiques optent plutôt pour l'étude du renflement et de la menace qu'il constitue pour les populations relativement proches du volcan. Cette évaluation arrive à la conclusion qu'un glissement de terrain ou des avalanches dans la rivière Toutle seraient en mesure d'engendrer des lahars, c'est-à-dire des coulées de boue, en aval.
À ce stade, l'activité phréato-magmatique, préalablement constante, devient intermittente. Entre le 10 et le 17 mai, c'est le seul changement survenu sur le flanc nord du volcan, alors que le renflement augmente toujours en taille. Le 16 et 17 mai, les éruptions phréatiques cessent complètement. Le mont Saint Helens a alors à cette date un visage tout à fait différent avec désormais un flanc nord gonflé et déformé par la pression interne du magma ainsi que plusieurs cratères à son sommet. Dans la semaine précédant l'éruption, des fissures se forment dans le secteur nord du sommet du volcan, indiquant un mouvement du magma vers le renflement et vers le cratère sommital.
Beaucoup de scientifiques travaillent dans l'équipe de surveillance de l'USGS, mais c'est un étudiant diplômé, Harry Glicken, qui est en poste à Coldwater II les deux semaines et demie précédant l'éruption. Le soir avant l'éruption, il est prévu qu'il sera remplacé par le géologue de l'USGS Don Swanson, afin de visiter l'université de Californie. Don Swanson, cependant, devant rencontrer un étudiant allemand diplômé qui doit repartir en Allemagne le 18 mai, demande à Johnston de prendre sa place, deux jours avant l'éruption. Johnston accepte sans hésitation de s'occuper de la base pour une journée. Il est cependant plus conscient que la plupart de la menace d'une éruption dirigée vers le nord, car il soutient que l'explosion proviendra du renflement et sera éjectée latéralement hors du volcan et non pas vers le sommet.
Ce samedi, le jour avant l'éruption, Johnston monte sur la montagne et effectue une patrouille sur le volcan avec la géologue Carolyn Driedger. Des tremblements de terre secouent la montagne. Carolyn Driedger est censée camper sur l'une des crêtes surplombant le volcan, mais Johnston lui enjoint de rentrer chez elle et l'assure qu'il restera seul sur le volcan. Alors à Coldwater II, Johnston observe le volcan pour capter d'autres signes d'une éruption. Juste avant son départ, à 19 h le soir du 17 mai soit 13 h 30 avant l'éruption, Glicken prend une photo de Johnston assis près de la caravane du poste d'observation, souriant.

#### Déclenchement de l'éruption et mort
À 8 h 32, le 18 mai, un séisme d'une magnitude de 5,1 sur l'échelle de Richter secoue la région et déclenche un glissement de terrain de 2,7 km3 sur le flanc nord et au sommet du mont Saint Helens. C'est le déplacement de ces roches qui déclenche véritablement l'éruption, l'équilibre entre la pression interne du volcan et le poids exercé par les roches présentes au-dessus du magma étant rompu. Le flanc nord de la montagne se disloque, émettant à la fois un panache volcanique verticalement et latéralement après seulement quelques secondes. Le souffle de l'explosion propulse de gigantesques nuées ardentes qui atteignent des vitesses presque supersoniques. L'explosion initiale est suivie au bout de quelques heures par la formation d'un panache volcanique qui atteint plusieurs dizaines de kilomètres d'altitude et de lahars qui dévalent les cours d'eau avoisinants. Au moment de l'explosion initiale, Johnston transmet un dernier message à la radio « Vancouver ! Vancouver ! Ça y est ! » (Vancouver! Vancouver! This is it!) à ses collègues de l'USGS, avant d'être rejoint par les nuées ardentes. Quelques secondes plus tard, le signal de la radio devient silencieux. L'espoir d'une éventuelle survie de Johnston est balayé par le témoignage de Jerry Martin, un opérateur radio situé bien plus au nord de la position de Johnston, et qui signale que le poste d'observation de ce dernier est pris dans l'éruption. Martin déclare solennellement : « Messieurs, [...] le camping-car et la voiture [au sud de ma position] sont recouverts. Je vais être pris aussi. Je ne peux pas sortir d'ici... ». La radio de Martin se tait également.

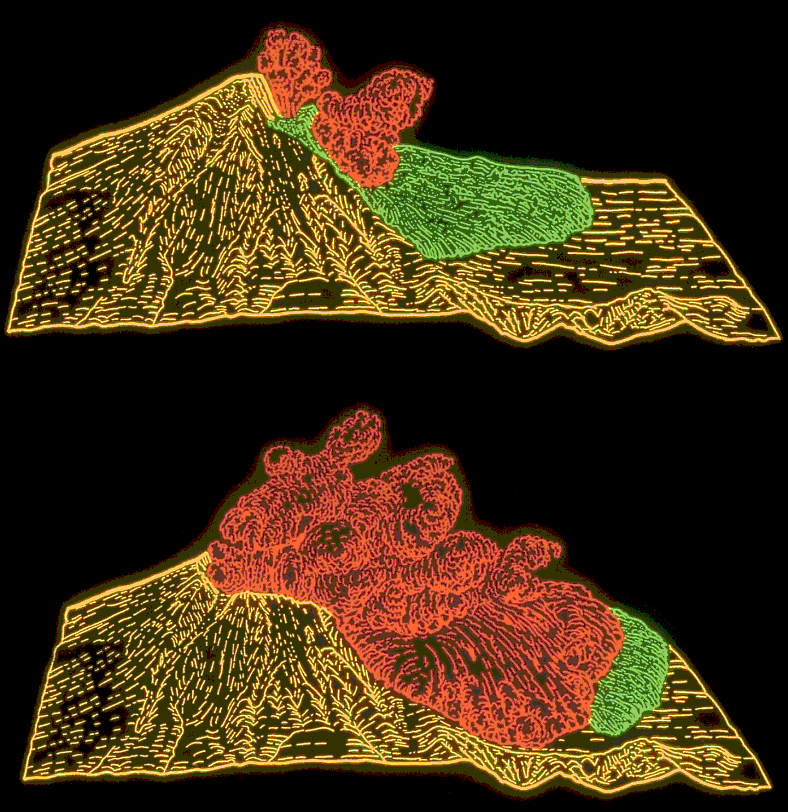
Représentation informatique de l'éruption qui a tué Johnston.

L'ampleur, la vitesse et la direction de l'avalanche et des coulées pyroclastiques qui ont recouvert Johnston, Martin et 55 autres personnes, seront décrites en détail dans un document intitulé Chronologie et caractère des éruptions explosives du mont Saint Helens le 18 mai 1980 (Chronology and Character of the 18 May 1980 Explosive Eruptions of Mount St. Helens) et publié en 1984 dans une collection de l'United States National Research Council sur les recherches d'étude géophysique. Dans ce document, les auteurs examinent des photographies et des images satellites pour construire une chronologie et une description de l'éruption dès ses premières minutes. Une série de six photographies chronométrées prises à partir du mont Adams, situé à 53 kilomètres à l'est du mont Saint Helens, montrent l'explosion latérale et éclairent sur l'étendue et la taille de l'avalanche et des nuées ardentes. Un schéma aérien indique la position du front de la nuée ardente toutes les trente secondes, ainsi que les positions de Johnston (Coldwater II) et Martin.
L'éruption est audible à des centaines de kilomètres de distance, mais certains, après avoir survécu à l'éruption, déclarent que le glissement de terrain et les coulées pyroclastiques étaient silencieux lorsqu'ils dévalaient la montagne. Krau Kilpatrick, un employé du Service des forêts des États-Unis, affirme ainsi : « Il n'y avait aucun bruit, pas un bruit. C'était comme un film muet et nous étions tous dedans ». La raison de ce silence est une « zone sourde » créé par le mouvement et la température de l'air et, dans une moindre mesure, la topographie locale.
Immédiatement après l'éruption, des sauveteurs sont dépêchés dans la région. Le pilote officiel de l'USGS, Lon Stickney, qui a convoyé les scientifiques à la montagne, mène une première tentative de sauvetage. Il vole avec son hélicoptère sur les pentes dévastées jusqu'au poste d'observation, où il n'aperçoit que de la roche à nu et des arbres déracinés. L'aspect des lieux provoque la stupeur de Stickney qui ne parvient pas à repérer un seul signe de la caravane de Johnston.

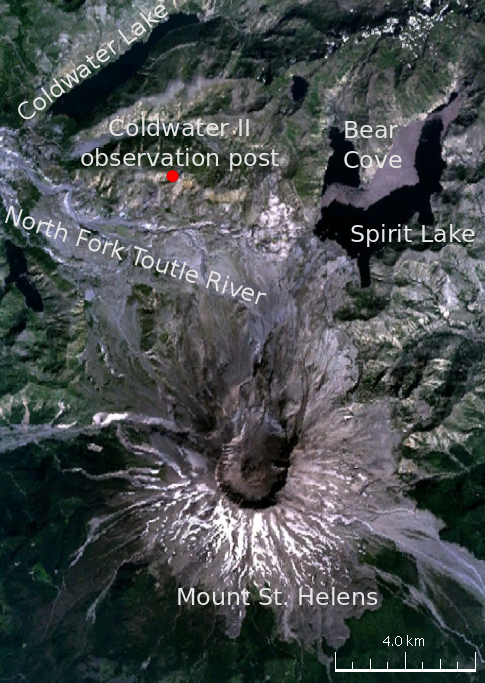
Image satellite du poste d'observation de Johnston, Coldwater II, et du mont Saint Helens en 2010.

Se sentant coupable, Harry Glicken convainc trois pilotes d'hélicoptère de l'emmener survoler la zone dévastée. Cette tentative de sauvetage avorte car l'éruption a tellement modifié le paysage qu'ils ne peuvent localiser le poste d'observation emporté et enseveli dans l'explosion. Lui et son équipe repèrent cependant une voiture avec des occupants dans un camp de bûcherons mais après avoir atterri pour tenter une évacuation, ils s'aperçoivent que « la peau des victimes, mortes, est tombée ». Peu de temps après l'éruption, Don Swanson trouve le sac à dos et la parka de Johnston ensevelis sous les décombres mais il cache sa découverte de peur qu'elle ne soit volée par des profiteurs opportunistes, qui étaient déjà en train de ramasser et de vendre des souvenirs des victimes du volcan. En 1993, pendant la construction d'une extension de quatorze kilomètres de la Washington State Route 504 (aussi appelée Spirit Lake Memorial Highway), des ouvriers découvrent des morceaux de la caravane de Johnston. Son corps, cependant, n'a jamais été retrouvé.
Cette éruption, qui a abaissé l'altitude du mont Saint Helens de près de 400 mètres, détruit 596 km2 de terres boisées et envoyé des cendres dans les États américains jouxtant celui du Washington a provoqué la mort ou la disparition de 57 personnes selon le bilan officiel, dont le résident Harry R. Truman, le photographe du National Geographic Reid Blackburn et David Johnston. La vitesse de déflagration de l'explosion latérale qui a tué Johnston, au début de 354 kilomètres par heure, a atteint jusqu'à 1 078 kilomètres par heure ce qui a surpris jusqu'aux scientifiques de l'USGS qui considèrent alors que la catastrophe a été l'éruption volcanique la plus destructrice et meurtrière de l'histoire des États-Unis.

## Postérité

### Sciences
Ses collègues scientifiques et le gouvernement américain ont rendu hommage à de nombreuses reprises à David A. Johnston, appelé par ses amis sous le diminutif de « Dave ». Connu pour sa diligence et sa nature particulière, il est décrit comme « un scientifique exemplaire » dans un éloge de l'USGS, ainsi que « sincère et sans affectation, avec une curiosité et un enthousiasme contagieux ». Il a été prompt à « dissiper le cynisme » et à croire que « l'évaluation minutieuse et l'interprétation » étaient la meilleure approche pour son travail. Une notice nécrologique sur Johnston signale qu'au moment de sa mort, il avait été « parmi les jeunes volcanologues de file dans le monde » et que son « enthousiasme et sa chaleur [...] manqueraient au moins autant que sa [valeur] scientifique ». Andrew Alden, l'un de ses collègues, a déclaré que Johnston avait un grand potentiel et qu'il « avait beaucoup d'amis et un avenir brillant ». À la suite de l'éruption, Harry Glicken et d'autres géologues de l'USGS ont dédié leurs travaux à Johnston.

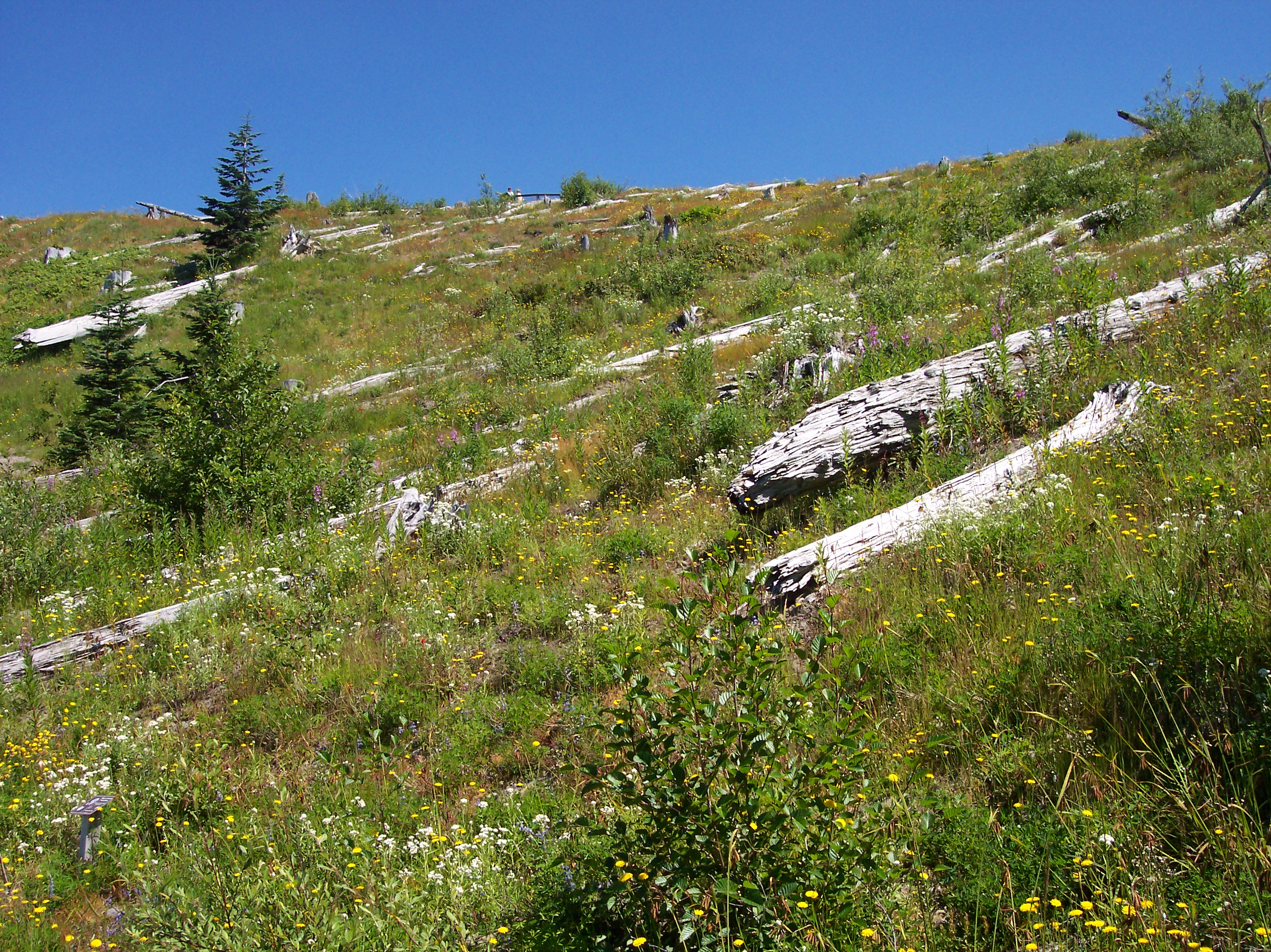
De nouvelles plantes et arbres repoussent parmi les troncs couchés au Johnston Ridge 25 ans après l'éruption (juillet 2005).

Parce que Johnston croyait être en sécurité au poste d'observation de Coldwater II, sa mort a surpris ses amis et collègues. Cependant, la plupart des personnes, dont les membres de sa famille, ont affirmé qu'il est mort en « faisant ce qu'il voulait faire ». Sa mère a déclaré dans une interview peu après l'éruption : « peu de gens peuvent faire ce qu'ils veulent vraiment faire dans ce monde, mais notre fils l'a fait. [...] Il nous dirait qu'il n'a jamais pu devenir riche, mais qu'il faisait ce qu'il voulait. Il voulait être proche si l'éruption avait lieu. Dans un appel téléphonique pour la fête des Mères, il nous a dit que [c'est une chose] que peu de géologues [ont la] chance de voir ». Stephen Malone a convenu que Johnston était mort en faisant ce qu'il aimait et a déclaré qu'il « était très bon dans son travail ».

Le rôle de Johnston dans l'étude du volcan dans les semaines qui ont précédé l'éruption a été reconnu en 1981, dans le cadre d'un rapport de l'USGS intitulé The 1980 Eruptions of Mount St. Helens, Washington : 

« Parmi les nombreux contributeurs de données, aucun n'est plus essentiel à la reconstruction systématique des événements de 1980 au mont Saint Helens que David Johnston, à la mémoire duquel ce rapport est dédié. Dave, qui a été présent à travers toute l'activité jusqu'à l'éruption [...] et qui y a perdu la vie, a produit bien plus que des données. Ses idées et son attitude soigneusement scientifiques ont été cruciales pour l'ensemble des efforts et ils servent encore comme modèle pour nous tous. »

— R. L. Christiansen et D. W. Peterson, Chronology of the 1980 Eruptive Activity.

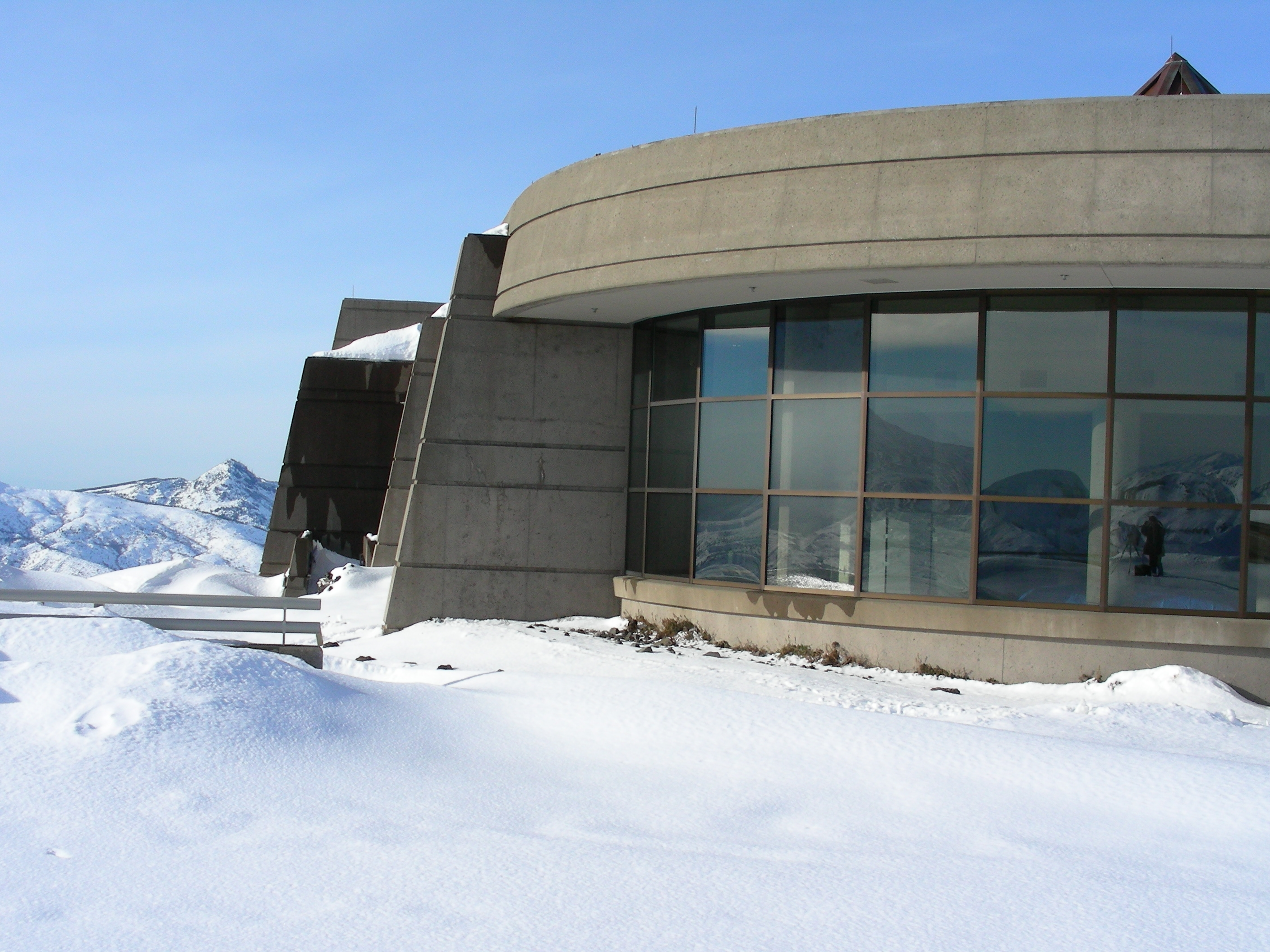
Le Johnston Ridge Observatory (JRO) en décembre 2005.

Johnston a en effet été parmi les premiers volcanologues à venir sur le volcan lorsque les signes éruptifs sont apparus et, peu après, il a été nommé responsable de la surveillance des gaz volcaniques. Bien qu'analyste attentif, Johnston croyait fermement que les scientifiques avaient pour mission de prendre de tels risques afin de prévenir la mort de civils. Il a donc choisi d'être présent sur le site dans des conditions qu'il savait dangereuses. Lui et plusieurs autres volcanologues empêchent les gens de s'approcher du volcan durant les quelques mois d'activité pré-éruptive et combattent avec succès les pressions pour rouvrir la zone au public. Leurs efforts limitent le nombre de morts à quelques dizaines d'individus, au lieu des milliers de personnes potentiellement présentes dans la région si elle n'avait pas été fermée.
Depuis la mort de Johnston, son domaine d'étude, la prévision volcanologique, a considérablement progressé et les volcanologues sont maintenant capables de prévoir les éruptions en se basant sur un certain nombre de signes précurseurs qui se manifestent entre quelques jours et plusieurs mois à l'avance. Désormais, les géologues sont aussi en mesure d'identifier les motifs caractéristiques des ondes sismiques qui révèlent une activité magmatique anormale. En particulier, les tremblements de terre continus et de basse fréquence, les trémors, qui indiquent que le magma remonte à travers la croûte terrestre. Les volcanologues peuvent également repérer les émissions de dioxyde de carbone, qui sont un indicateur du taux d'alimentation du magma. Les mesures de déformation de la surface en raison d'intrusions magmatiques, comme celles qui ont été menées par Johnston et les autres scientifiques à l'USGS aux avant-postes Coldwater I et II, ont progressé en précision. Les réseaux de surveillance des déformations du sol autour des volcans sont désormais basés sur des technologies multiples : des radars interférométriques à synthèse d'ouverture (InSAR), des vérifications par GPS, des sondages en microgravité par lesquels les scientifiques mesurent le changement dans le potentiel gravitationnel ou l'accélération à la suite des intrusions du magma et de la déformation en résultant, la déformation des matériaux, des inclinomètres, etc. Bien qu'il reste encore du travail à faire, cette combinaison d'approches a considérablement amélioré la capacité des scientifiques à prévoir les éruptions volcaniques.
Malgré la mort de volcanologues dans d'autres éruptions postérieures, au mont Unzen en 1991 et au Galeras en 1993, les méthodes de prévision semblables à celles utilisées par Johnston ont permis aux scientifiques d'acquérir l'autorité nécessaire à l'évacuation des habitants résidant près du Pinatubo, un volcan des Philippines, ce qui a évité des milliers de morts en 1991. Le travail de Johnston et sa mort font désormais partie de l'histoire. Avec Harry Glicken, il est l'un des deux volcanologues américains à avoir trouvé la mort au cours d'une éruption volcanique. Glicken, sauvé in extremis par Johnston qui le remplace au poste d'observation de Coldwater II peu avant l'éruption du mont Saint Helens, est mort onze ans plus tard au mont Unzen, en 1991, quand une coulée pyroclastique l'a touché, lui et plusieurs autres personnes dont Maurice et Katia Krafft,.

### Commémorations
En hommage à David Johnston, deux arbres ont été plantés à Tel Aviv, en Israël, et un centre communautaire dans sa ville natale a été rebaptisé Johnston Center. Ces actions ont été rapportées dans les journaux pour le premier anniversaire de l'éruption en mai 1981,.

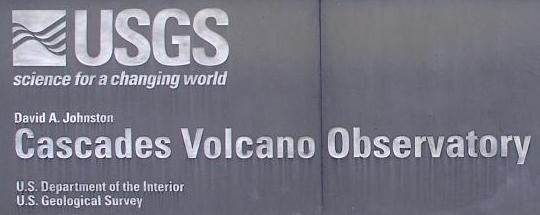
Signalétique montrant le nom complet et officiel de l'observatoire volcanologique des Cascades, le David A. Johnston Cascades Volcano Observatory (CVO).

Pour le deuxième anniversaire de l'éruption, le bureau de l'USGS à Vancouver, qui avait été définitivement établi après l'éruption de 1980, a été renommé David A. Johnston Cascades Volcano Observatory (CVO) en sa mémoire. Cet observatoire volcanique est l'un des principaux organes de la surveillance du mont Saint Helens et il a aidé à prévoir toutes les éruptions du volcan entre 1980 et 1985. En 2005, lors d'une journée porte-ouverte, le hall de l'observatoire volcanique comportait un affichage et une peinture en mémoire de Johnston.
L'université de Washington, où Johnston avait effectué ses recherches de maîtrise et de doctorat, a mis en place un fonds commémoratif sous le nom de David A. Johnston Memorial Fellowship for Research Excellence. Il facilite l'accès aux études supérieures dans ce qui est maintenant le département des sciences terrestres et spatiales. Au moment du premier anniversaire de sa mort, le fonds avait dépassé les 30 000 dollars. Depuis le lancement du fonds, un certain nombre d'étudiants ont reçu des bourses et récompenses au fil des ans,.
À la suite de l'éruption, la zone où était situé le poste d'observation de Coldwater II a été préservée et, finalement, un observatoire y a été construit et dédié à Johnston. Il a ouvert en 1997. Situé à un peu plus de huit kilomètres du flanc nord du mont Saint Helens, le Johnston Ridge Observatory (JRO) offre au public un point de vue sur la caldeira en fer à cheval du mont Saint Helens et une vaste étendue de basalte, vestiges de l'éruption de 1980, ainsi que les formations et les manifestations de la nouvelle activité du volcan. Inclus dans les 450 km2 de terres légués par le gouvernement des États-Unis pour la création du Mount St. Helens National Volcanic Monument (« Monument national du Mont Saint Helens »), le JRO a été construit pour 10,5 millions de dollars et contient des équipements de surveillance. Visité chaque année par des milliers de touristes, il présente aussi un théâtre, une salle d'exposition et propose des visites. Il sert à promouvoir la recherche scientifique, le tourisme et la vulgarisation scientifique.

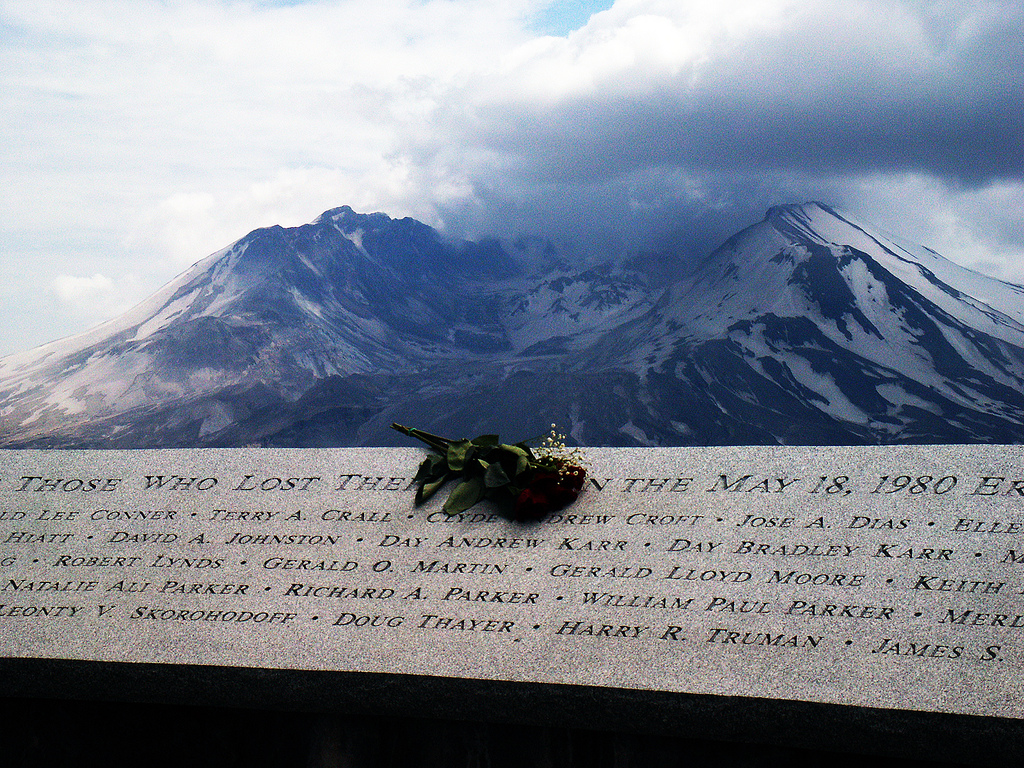
Mémorial en granite avec le nom des victimes photographié au de la catastrophe. Le nom de David Johnston est visible en bas à gauche des fleurs.

Plusieurs monuments publics comportent le nom de Johnston dans la liste des victimes connues de l'éruption. Parmi ces monuments se trouve une grande table incurvée de granite située à une zone d'observation à l'extérieur du JRO et inaugurée en 1997 ainsi qu'une plaque au centre des visiteurs de Hoffstadt Bluffs qui a été dévoilée au sein d'un bosquet commémoratif en mai 2000.

### Représentation
L'histoire et la vie de Johnston sont relatées dans plusieurs documentaires, films et docufictions autour de l'éruption. Des documentaires tels que The Eruption of Mount St. Helens! ont été réalisés la même année que l'éruption, en 1980, tandis qu'un film a été tourné l'année suivante et sa sortie programmée pour coïncider avec le premier anniversaire de la catastrophe. L'histoire du mont Saint Helens et de Johnston continue d'être racontée dans les documentaires et les reconstitutions plusieurs décennies après l'éruption.
Dans le film St. Helens de 1981, l'acteur David Huffman interprète Johnston, rebaptisé pour l'occasion « David Jackson ». L'histoire est romancée et en partie fictive : le personnage du film, impliqué dans une histoire d'amour, est tué par l'explosion tandis qu'il se tient sur le sommet de la montagne. Les parents de Johnston ont vivement critiqué ce film. Sa mère s'élève contre le fait qu'il dépeigne David « [...] comme un casse-cou plutôt que d'un scientifique prudent », lui inventant même un côté « rebelle » avec « des antécédents de problèmes disciplinaires ». Pour elle, leur personnage romancé ne possède pas « une once de David en lui ». En outre, elle souligne que de nombreux faits autour des événements, comme les dernières paroles de leur fils, ont été déformés. Les parents de David ont menacé de poursuivre en justice la production en arguant que la mémoire de leur fils était dégradée. Avant la sortie du film pour le premier anniversaire de l'éruption, trente-six scientifiques qui connaissaient Johnston ont signé une lettre de protestation. Ils ont notamment écrit que « la vie de Dave était trop méritoire pour nécessiter des embellissements fictifs » et que « Dave était un scientifique superbement consciencieux et créatif ». Don Swanson, un géologue de l'USGS qui était l'ami de Johnston et qui, en raison d'autres engagements, avait convaincu Johnston de prendre sa place au poste de Coldwater II le jour de l'éruption, croyait qu'un film basé sur la vraie vie et les exploits de Johnston aurait été un succès en raison du caractère de son ami.
Plusieurs documentaires et docufictions ont couvert l'histoire de l'éruption, y compris avec les images d'archives et des dramatisations de l'histoire de Johnston. Il s'agit notamment de Up From the Ashes en 1990 par KOMO-TV, un épisode de la série La Minute de vérité de 2005 diffusée par le National Geographic Channel et un épisode de la série Face au danger de 2006 diffusée sur la BBC et Discovery Channel.

## Principales publications
- (en) David A. Johnston et Julie Donnelly-Nolan, Guides to Some Volcanic Terranes in Washington, Idaho, Oregon, and Northern California, United States Geological Survey (U.S. Geological Survey Circular no 838), 1981.
- (en) David A. Johnston, Volcanic gas studies at Alaskan volcanoes, United States Geological Survey (U.S. Geological Survey Circular no C 0804-B, pages B83–B84), Reston, 1979.  (ISSN 0364-6017)
- (en) David A. Johnston, Revision of the recent eruption history of Augustine Volcano; elimination of the "1902 eruption", United States Geological Survey (U.S. Geological Survey Circular no C 0804-B, pages B80–B84), Reston, 1979.  (ISSN 0364-6017)
- (en) David A. Johnston, Onset of volcanism at Augustine Volcano, lower Cook Inlet, United States Geological Survey (U.S. Geological Survey Circular no C 0804-B, pages B78–B80), Reston, 1979.  (ISSN 0364-6017)
- (en) David A. Johnston, Volatiles, magma mixing, and the mechanism of eruption of Augustine Volcano, Alaska, Université de Washington (thèse), Seattle, 1978.
- (en) David A. Johnston, Volcanistic facies and implications for the eruptive history of the Cimarron Volcano, San Juan Mountains, SW Colorado, Université de Washington (thèse), Seattle, 1978.